# Perthes (Ardenes)
Perthes és un municipi francès situat al departament de les Ardenes i a la regió del Gran Est. L'any 2007 tenia 287 habitants.

## Demografia

### Població
El 2007 la població de fet de Perthes era de 287 persones. Hi havia 104 famílies de les quals 16 eren unipersonals (4 homes vivint sols i 12 dones vivint soles), 40 parelles sense fills, 44 parelles amb fills i 4 famílies monoparentals amb fills.
La població ha evolucionat segons el següent gràfic:
Habitants censats

### Habitatges
El 2007 hi havia 116 habitatges, 107 eren l'habitatge principal de la família, 2 eren segones residències i 7 estaven desocupats. 115 eren cases i 1 era un apartament. Dels 107 habitatges principals, 89 estaven ocupats pels seus propietaris, 16 estaven llogats i ocupats pels llogaters i 2 estaven cedits a títol gratuït; 1 tenia dues cambres, 4 en tenien tres, 17 en tenien quatre i 85 en tenien cinc o més. 86 habitatges disposaven pel capbaix d'una plaça de pàrquing. A 50 habitatges hi havia un automòbil i a 54 n'hi havia dos o més.

### Piràmide de població
La piràmide de població per edats i sexe el 2009 era:
| Homes | Edats   | Dones |
| ----- | ------- | ----- |
| 0     | 95 o +  | 0     |
| 0     | 90 a 94 | 0     |
| 0     | 85 a 89 | 4     |
| 0     | 80 a 84 | 0     |
| 8     | 75 a 79 | 8     |
| 4     | 70 a 74 | 16    |
| 8     | 65 a 69 | 4     |
| 8     | 60 a 64 | 4     |
| 0     | 55 a 59 | 4     |
| 8     | 50 a 54 | 4     |
| 8     | 45 a 49 | 12    |
| 24    | 40 a 44 | 8     |
| 12    | 35 a 39 | 12    |
| 8     | 30 a 34 | 8     |
| 8     | 25 a 29 | 12    |
| 16    | 20 a 24 | 0     |
| 4     | 15 a 19 | 8     |
| 28    | 10 a 14 | 8     |
| 12    | 5 a 9   | 12    |
| 8     | 0 a 4   | 0     |

## Economia
El 2007 la població en edat de treballar era de 186 persones, 130 eren actives i 56 eren inactives. De les 130 persones actives 123 estaven ocupades (70 homes i 53 dones) i 7 estaven aturades (2 homes i 5 dones). De les 56 persones inactives 14 estaven jubilades, 24 estaven estudiant i 18 estaven classificades com a «altres inactius».

### Ingressos
El 2009 a Perthes hi havia 118 unitats fiscals que integraven 320 persones, la mediana anual d'ingressos fiscals per persona era de 19.413 €.

### Activitats econòmiques
Dels 5 establiments que hi havia el 2007, 1 era d'una empresa alimentària, 2 d'empreses de construcció, 1 d'una empresa de serveis i 1 d'una empresa classificada com a «altres activitats de serveis».
Dels 3 establiments de servei als particulars que hi havia el 2009, 1 era un guixaire pintor, 1 fusteria i 1 saló de bellesa.
L'únic establiment comercial que hi havia el 2009 era una fleca.
L'any 2000 a Perthes hi havia 22 explotacions agrícoles que ocupaven un total de 1.666 hectàrees.

## Poblacions més properes
El següent diagrama mostra les poblacions més properes.